# Slobozia (Stănișești), Bacău
Slobozia este un sat în comuna Stănișești din județul Bacău, Moldova, România.

## Personalități
- Crina Pintea (n. 1990), handbalistă.